# Manuel Domínguez, Desperdicios
Manuel Domínguez, conocido por su apodo Desperdicios, (Gelves, 27 de febrero de 1816-Sevilla, 6 de abril de 1886) fue un matador de toros español.

## Biografía
De biografía mal conocida, Desperdicios se inició en el toreo desempeñando diversas labores en la cuadrilla de Leoncillo en 1834 y en la de Manuel Lucas Blanco en 1835. En 1836 tomó la alternativa, se ignora en qué circunstancias, desapareciendo luego en América del Sur durante dieciséis años en los que no es posible seguir su carrera taurina. Aparentemente llevó una vida aventurera. De regreso a España contó con el aprecio especialmente del público andaluz, que reconoció su valor y sentido del honor.
En ocasiones es citado como un torero mediocre, pero valeroso. Su especialidad fue la suerte de recibir, que ejecutó a la perfección, así como los pases de capa. Paul Casanova y Pierre Dupuy le acreditan singularmente la invención del pase de farol, que ejecutó por primera vez en Madrid el 13 de mayo de 1855.
Su apodo parece deberse a Pedro Romero, que habiéndolo visto en la escuela de tauromaquia de Sevilla, siendo su director, habría exclamado: «ese muchacho no tiene desperdicio», pero otra versión cuenta que cuando el toro Barrabás lo corneó en El Puerto de Santa María el 1 de junio de 1857, cogiéndole el ojo derecho, él dijo, hablando de los restos de su ojo: «no son más que desperdicios». 
Fue padrino de alternativa de Manuel Fuentes, Bocanegra, de Cara-Ancha, de José María Ponce y Almiñana.

## Carrera
- Debut como peón en la cuadrilla de Leoncillo en 1834.
- Alternativa ? en Andalucía, en 1836.
- Confirmación de la alternativa en Madrid el 10 de octubre de 1853; padrino El Salamanquino; toro Balleno de la ganadería de Vicente Martínez.